# John Vitale
John Joseph „Johnny V.“ Vitale (* 17. Mai 1909 in St. Louis (Missouri); † 5. Juni 1982, ebenda) war ein US-amerikanischer Mobster der US-amerikanischen Cosa Nostra, drei Jahrzehnte Underboss und darauf folgend zwei Jahre bis zu seinem Tod, Familienoberhaupt der Giordano-Familie (St. Louis crime family), die mit ihrem Hauptsitz von St. Louis (Missouri) aus agiert.

## Frühe Jahre
John Joseph Vitale wurde am 17. Mai 1909 in St. Louis (Missouri) als das älteste von acht Kindern geboren und von seinen Eltern Joseph Vitale, Sr. und Mary Theresa Bovacanti großgezogen, die ein paar Monate vor dessen Geburt aus Italien in die vereinigten Staaten emigriert waren.
Während der Großen Depression arbeitete John als Platzanweiser im Ambassador Theater, wo er auch die Filmschauspielerin Ginger Rogers kennenlernte; die beiden wurden Freunde fürs Leben.
Um 1929 heiratete er seine geliebte Fara Marie Sharamitaro. Gemeinsam bekamen sie vier Kinder. 
Nachdem Fara im Juli 1973 gestorben war, heiratete John am 4. August 1973 in Las Vegas (Nevada) Mildred Joyce Allen.

## Kriminelle Laufbahn
Die Vorstrafen Vitales reichen bis in die 1920er Jahre zurück. Zum Beispiel war er im Jahr 1934 ein Verdächtiger im Todesfall von Mike Palazzolo, einem assoziierten der New Yorker Genovese-Familie. Doch obwohl ein Haftbefehl gegen ihn ausgestellt wurde, wurde Vitale des Mordes freigesprochen.
Nachdem Underboss Vincenzo „Vincent“ Chiapetta im Jahr 1950 kurzzeitig Boss der Familie wurde, übernahm Vitale dessen Posten und blieb bis zum Jahr 1980 Underboss. 
Von Vitales frühen Jahren im Syndikat ist im Allgemeinen sehr wenig bekannt. In den 1950er Jahren wurde John Vitale wegen einer Anklage bezüglich Betäubungsmitteln an das Bundesgefängnis überstellt. 
Im Jahr 1958 wurde er angeklagt und verurteilt, da er Waffen über die Staatsgrenze geschmuggelt haben soll. Vitale ging dagegen in Berufung. Im Februar 1959 wurde Vitale als Zeuge in Bezug auf von der Mafia kontrollierte Spielautomaten vorgeladen, doch berief er sich auf den „5. Zusatzartikel zur Verfassung der Vereinigten Staaten“, um sich nicht eventuell selbst belasten zu müssen. 1977 wurde er wegen Körperverletzung verurteilt und im Jahr 1981 wurde er kurzzeitig 
verhaftet, da er 30.000 US-Dollar in seinem Portemonnaie mit sich führte.
Am 29. August 1980 verstarb Familienoberhaupt Anthony Giordano an Krebs und John Vitale wurde der neue Boss der Familie, bis er am 5. Juni 1982 eines natürlichen Todes starb. Er wurde am 9. Juni 1982 auf dem Calvary Friedhof in St. Louis. beerdigt. Vitales Nachfolger als neuer Boss der Familie wurde Matthew M. Trupiano, Jr.